# Shalistin
Die Weißweinsorte Shalistin ist eine durch natürliche Mutation des Cabernet Sauvignon beziehungsweise des Malian entstandene Sorte. Sie wurde nach 1984 in den Weinbergen des Weinguts Clegett Wines in Langhorne Creek auf der Fleurieu-Halbinsel in Südaustralien entdeckt. 
Malcolm Clegett pflanzte im Jahr 1984 die ersten Setzlinge der graubeerigen Sorte Malian. Wenig später zeigten sich an einigen dieser Setzlinge weiße Beeren.
Durch Selektion gelang es Malcolm, eine neue weiße Sorte zu züchten. Er nannte sie zuerst White Cabernet, ließ sie aber schließlich unter dem Namen Shalistin registrieren. Der Name ist eine Kombination der Vornamen seiner drei Kinder Shaun, Melissa und Justin. Die Rebsorte wurde in der Zwischenzeit vom Office International de la Vigne et du Vin anerkannt. Während Malian noch über Anthocyanine in der oberen Schicht der Beerenschale verfügt, sie aber in der unteren Schicht der Epidermis verloren hat, fehlen die Pigmente beim Shalistin völlig.
Siehe auch den Artikel Weinbau in Australien sowie die Liste von Rebsorten.

## Ampelographische Sortenmerkmale
In der Ampelographie wird der Habitus folgendermaßen beschrieben:
- Die Triebspitze ist offen. Sie ist starkwollig weißlich behaart und mit einem karminroten Anflug versehen. Die Jungblätter sind ebenfalls starkwollig behaart und die Blattoberfläche ist bereits leicht blasig. Der Blattrand der Jungblätter ist leicht rötlich eingefärbt
- Die mittelgroßen dunkelgrünen Blätter sind fünflappig und tief gebuchtet. Die Stielbucht ist V-förmig geschlossen. Das Blatt ist nur schwach gezähnt. Die Zähne sind im Vergleich der Rebsorten sehr weit angelegt. Die Blattoberfläche (auch Spreite genannt) ist blasig derb.
- Die meist konus- bis walzenförmige Traube ist meist geschultert, klein bis mittelgroß und dichtbeerig bis kompakt. Die rundlichen Beeren sind klein und von weißlich bis goldgelber Farbe. Die Schale der Beere ist ausgesprochen stark und fest.